# Entraunes
Entraunes település Franciaországban, Alpes-Maritimes megyében. Lakosainak száma 130 fő (2022. január 1.). Entraunes Allos, Colmars, Uvernet-Fours, Châteauneuf-d’Entraunes, Saint-Dalmas-le-Selvage, Saint-Étienne-de-Tinée és Saint-Martin-d’Entraunes községekkel határos.

## Népesség
A település népességének változása:
| Lakosok száma | 103  | 121  | 127  | 128  | 116  | 118  | 138  | 142  | 143  | 130  |
|               | 1968 | 1982 | 1990 | 2006 | 2013 | 2015 | 2017 | 2019 | 2020 | 2022 |